# Volksabstimmungen in der Schweiz 2021
Dieser Artikel bietet eine Übersicht der Volksabstimmungen in der Schweiz im Jahr 2021.
In der Schweiz fanden 2021 auf Bundesebene 13 Volksabstimmungen statt, im Rahmen von vier Urnengängen am 7. März, 13. Juni, 26. September und 28. November. Dabei handelte es sich um sechs Volksinitiativen und sieben fakultative Referenden.

## Abstimmungen am 7. März 2021

### Ergebnisse
| Nr. | Vorlage | Art | Stimm- berechtigte | Abgegebene Stimmen | Beteiligung | Gültige Stimmen | Ja        | Nein      | Ja-Anteil | Nein-Anteil | Stände | Ergebnis |
| --- | --- | --- | ------------------ | ------------------ | ----------- | --------------- | --------- | --------- | --------- | ----------- | ------ | -------- |
| 638 | Eidgenössische Volksinitiative «Ja zum Verhüllungsverbot»                                                                                              | VI  | 5'496'858          | 2'826'218          | 51,42 %     | 2'788'094       | 1'427'344 | 1'360'750 | 51,19 %   | 48,81 %     | 18½:4½ | ja       |
| 639 | Bundesgesetz vom 27. September 2019 über elektronische Identifizierungsdienste (E-ID-Gesetz)                                                           | FR  | 5'496'858          | 2'819'201          | 51,29 %     | 2'762'770       | 0'984'574 | 1'778'196 | 35,64 %   | 64,36 %     | –      | nein     |
| 640 | Bundesbeschluss vom 20. Dezember 2019 über die Genehmigung des Umfassenden Wirtschaftspartnerschaftsabkommens zwischen den EFTA-Staaten und Indonesien | FR  | 5'496'858          | 2'809'080          | 51,10 %     | 2'727'150       | 1'408'462 | 1'318'688 | 51,65 %   | 48,35 %     | –      | ja       |

### Verhüllungsverbot
Die Stimmberechtigten des Kantons Tessin stimmten 2013 einem Gesichtsverhüllungsverbot in der Kantonsverfassung zu, und 2014 erklärte der EGMR ein entsprechendes Verbot in Frankreich für rechtskonform. Daraufhin begann das «Egerkinger Komitee» mit der Unterschriftensammlung für eine Initiative, die sich am Tessiner Vorbild orientierte und im September 2017 zustande kam. Gefordert wurde ein Verhüllungsverbot im öffentlichen Raum, mit Ausnahme von Sakralstätten sowie aus Gründen der Gesundheit, der Sicherheit, der klimatischen Bedingungen und des einheimischen Brauchtums. Bundesrat und Parlament lehnten die Initiative ab; sie stellten ihr einen indirekten Gegenvorschlag entgegen, der bei einer allfälligen Ablehnung in Kraft treten würde. Demnach müssten alle Personen den Behörden ihr Gesicht zeigen, wenn dies für die Identifizierung notwendig ist. Unterstützung erhielt die Initiative von der SVP, der Lega dei Ticinesi und anderen rechten Parteien. Sie argumentierten, die in muslimischen Staaten praktizierte Gesichtsverhüllung stehe in Widerspruch zu den freiheitlichen Werten der Schweiz und sei frauenfeindlich; darüber hinaus könnten Sicherheitsbehörden verstärkt gegen vermummte Straftäter vorgehen. Zu den Gegnern gehörten FDP, GLP, Grüne, Die Mitte und SP. Sie vertraten die Meinung, dass die Gesichtsverhüllung lediglich ein seltenes Randphänomen sei und hauptsächlich einzelne Touristinnen aus dem arabischen Raum betreffe. Eine Frau zur Verhüllung ihres Gesichts zu zwingen, sei nach geltendem Recht bereits strafbar, womit eine zusätzliche Bestimmung in der Bundesverfassung nur symbolischen Charakter hätte. Eine knappe Mehrheit der Abstimmenden nahm die Vorlage an, während das Ständemehr weitaus deutlicher zu ihren Gunsten ausfiel.

### Elektronische Identität
Obwohl die Digitalisierung von Wirtschaft und Behörden immer weiter voranschritt, fehlte in der Schweiz bisher ein gesetzlich geregeltes und rechtlich anerkanntes Verfahren zur eindeutigen Identifizierung von Personen bei der Nutzung von Online-Angeboten. Aus diesem Grund stellte der Bundesrat im Juni 2018 einen Gesetzesentwurf zur Einführung einer elektronischen Identität vor. Der Staat sollte lediglich die Kernaufgaben bei der Ausstellung der digitalen Identität übernehmen, also die amtliche Prüfung und Bestätigung der Identitätsmerkmale. Hingegen sollte die Entwicklung der konkreten technologischen Träger nichtstaatlichen Anbietern überlassen werden. Im Parlament stiess die geplante Aufgabenteilung zwar auf Kritik, dennoch nahmen beide Räte die Vorlage an. Daraufhin brachte die Organisation Digitale Gesellschaft ein Referendum zustande. Die bürgerlichen Parteien und die Wirtschaftsverbände betonten die Vorteile einer elektronischen Identität und versicherten, der Datenschutz sei jederzeit gewährleistet. Ebenso ermögliche die Aufgabenteilung zwischen Staat und Privatunternehmen, flexibel auf technische Entwicklungen und Bedürfnisse einzelner Personengruppen zu reagieren. Zu den Gegnern gehörten neben GLP, Grünen und SP verschiedene Akteure der Zivilgesellschaft und acht Kantonsregierungen. Sie waren der Ansicht, die elektronische Identität werde kommerzialisiert und der Staat zu einem reinen Datenlieferanten degradiert. Ausserdem berge die zentrale Datenspeicherung bei gewinnorientierten Unternehmen ein grosses Missbrauchspotenzial. Fast zwei Drittel der Abstimmenden lehnten die Vorlage ab.

### Wirtschaftsabkommen mit Indonesien
Im Dezember 2018 unterzeichnete die Schweiz ein von der EFTA ausgehandeltes Freihandelsabkommen mit Indonesien, das zum Ziel hatte, fast alle Ausfuhrzölle zu beseitigen und dadurch die gegenseitigen Wirtschaftsbeziehungen zu intensivieren. Nachdem von mehreren Kantonen eingebrachte Standesinitiativen gefordert hatten, Produkte aus Palmöl aus dem Abkommen auszuschliessen, setzte die Schweiz in den Verhandlungen immerhin spezifische Anforderungen an eine nachhaltige Palmölproduktion durch. Das Parlament war damit zufrieden und stimmte dem Abkommen zu. Gegen diesen Beschluss brachte das Komitee «Stop Palmöl aus Indonesien», dem die Bauerngewerkschaft Uniterre und Umweltorganisationen wie die Klimastreik-Bewegung angehörten, ein Referendum zustande. Die von linken Parteien und den Grünen (aber nicht von den Grünliberalen) unterstützten Gegner bezweifelten, dass die indonesische Regierung die vereinbarten Bedingungen für Klimaschutz und Sozialstandards durchsetzen würde. Ebenso wiesen sie auf die fortschreitende Rodung von Urwäldern zur Schaffung von Palmöl-Monokulturen hin. Schliesslich hielten sie die positiven Effekte für die Schweiz für bescheiden. Bürgerliche Parteien und Wirtschaftsverbände unterstützten das Abkommen. Sie betonten die Chancen für die Exportwirtschaft und den verbesserten Marktzugang. Ebenso wiesen sie auf verschiedene spezifische Regelungen hin, um eine umwelt- und sozialverträgliche Produktion von Palmöl (das ohnehin nur einen Bruchteil der Güter ausmache) zu unterstützen. Das Ergebnis fiel sehr knapp zugunsten der Vorlage aus.

## Abstimmungen am 13. Juni 2021

### Ergebnisse
| Nr. | Vorlage | Art | Stimm- berechtigte | Abgegebene Stimmen | Beteiligung | Gültige Stimmen | Ja        | Nein      | Ja-Anteil | Nein-Anteil | Stände | Ergebnis |
| --- | --- | --- | ------------------ | ------------------ | ----------- | --------------- | --------- | --------- | --------- | ----------- | ------ | -------- |
| 641 | Eidgenössische Volksinitiative «Für sauberes Trinkwasser und gesunde Nahrung – Keine Subventionen für den Pestizid- und den prophylaktischen Antibiotika-Einsatz» | VI  | 5'507'117          | 3'291'896          | 59,78 %     | 3'246'449       | 1'276'117 | 1'970'332 | 39,31 %   | 60,69 %     | ½:22½  | nein     |
| 642 | Eidgenössische Volksinitiative «Für eine Schweiz ohne synthetische Pestizide»                                                                                     | VI  | 5'507'117          | 3'291'246          | 59,76 %     | 3'245'187       | 1'280'026 | 1'965'161 | 39,44 %   | 60,56 %     | ½:22½  | nein     |
| 643 | Bundesgesetz vom 25. September 2020 über die gesetzlichen Grundlagen für Verordnungen des Bundesrates zur Bewältigung der Covid-19-Epidemie (Covid-19-Gesetz)     | FR  | 5'507'117          | 3'285'326          | 59,66 %     | 3'216'472       | 1'936'344 | 1'280'128 | 60,20 %   | 39,80 %     | –      | ja       |
| 644 | Bundesgesetz vom 25. September 2020 über die Verminderung von Treibhausgasemissionen (CO2-Gesetz)                                                                 | FR  | 5'507'117          | 3'287'766          | 59,70 %     | 3'239'242       | 1'568'032 | 1'671'210 | 48,41 %   | 51,59 %     | –      | nein     |
| 645 | Bundesgesetz vom 25. September 2020 über polizeiliche Massnahmen zur Bekämpfung von Terrorismus                                                                   | FR  | 5'507'117          | 3'280'353          | 59,57 %     | 3'202'178       | 1'811'795 | 1'390'383 | 56,58 %   | 43,42 %     | –      | ja       |

### Trinkwasser-Initiative
Der Verein «Sauberes Trinkwasser für alle» reichte im Januar 2018 eine Volksinitiative ein, um der durch die industrielle Landwirtschaft verursachten Gewässerverschmutzung ein Ende zu setzen. Konkret sollten Direktzahlungen nur noch an Landwirtschaftsbetriebe ausgerichtet werden, welche die Biodiversität erhalten und pestizidfrei produzieren. Der vorbeugende oder regelmässige Einsatz von Antibiotika in der Tierhaltung sollte für solche Betriebe verboten werden, ebenso sollte der Tierbestand nur mit selbst produziertem Futter ernährt werden dürfen. Dem Bundesrat und dem Parlament ging die Initiative zu weit, da die Kernanliegen mit verschiedenen Gesetzesanpassungen bereits aufgenommen worden seien. Unterstützung erhielten die Initianten von linken Parteien, den Grünliberalen und Umweltschutzverbänden. Sie argumentierten, der übermässige Einsatz von Pestiziden und Antibiotika in der Landwirtschaft führe zu einer starken Belastung des Trinkwassers, die über den gesetzlichen Grenzwerten liege und schädlich für Mensch und Umwelt sei. Die Gegner, zu denen neben den bürgerlichen Parteien und den Wirtschaftsverbänden insbesondere der Schweizer Bauernverband gehörte, hielten dem entgegen, dass die Initiative übers Ziel hinausschiesse. Der vollständige Verzicht auf Pestizide würde bei unverändertem Konsum lediglich dazu führen, dass vermehrt Nahrungsmittel aus dem Ausland importiert werden müssten. Dadurch würde die Umweltbelastung nur verlagert anstatt verringert. Zudem könnte ein Teil der Betriebe künftig ganz auf Direktzahlungen verzichten und müsste dann verschiedene ökologische Auflagen gar nicht mehr einhalten. Drei Fünftel der Abstimmenden lehnten die Initiative ab, Zustimmung fand sie nur im Kanton Basel-Stadt.

### Pestizid-Initiative
«Future3», ein überparteilicher Verein aus dem Kanton Neuenburg, reichte im Mai 2018 eine Volksinitiative ein, die den Einsatz von synthetischen Pestiziden in der Schweiz innerhalb von zehn Jahren verbieten wollte, ebenso die Einfuhr von Produkten, die solche Stoffe benötigen. Bundesrat und Parlament teilten zwar die von den Initianten geäusserten Bedenken bezüglich der Umweltschädlichkeit, waren aber der Ansicht, dass der 2017 gestartete Aktionsplan für Pflanzenschutzmittel und die Agrarpolitik 22+ ausreichend seien, um die durch ihre Verwendung verursachten Probleme zu bewältigen. Linke Parteien, Umweltschutzverbände und kleinere Bauernorganisationen unterstützten das Begehren, während die Grünliberalen Stimmfreigabe beschlossen. Die Befürworter waren der Ansicht, der Einsatz synthetischer Pestizide sei nicht vereinbar mit einer nachhaltigen Landwirtschaft, mit dem Erhalt der Artenvielfalt und mit der Erhaltung der öffentlichen Gesundheit. Bereits die Hälfte aller Landwirtschaftsbetriebe würden biologische oder integrierte Landwirtschaft betreiben, eine Umstellung der übrigen Betriebe innerhalb der Übergangsfrist sei deshalb problemlos möglich. Neben den bürgerlichen Parteien bekämpfte vor allem der Bauernverband die Initiative. Ein vollständiges Verbot synthetischer Pestizide würde die Lebensmittelversorgung gefährden und gleichzeitig die Auswahl an importierten Lebensmitteln reduzieren. Es würde auch die Wahlfreiheit der Konsumenten einschränken und zu höheren Preisen führen. Die Ablehnung durch Volk und Stände war ähnlich deutlich wie bei der Trinkwasser-Initiative.

### Covid-19-Gesetz
Angesichts der sich rasch ausbreitenden COVID-19-Pandemie rief der Bundesrat am 16. März 2020 basierend auf dem Epidemiengesetz die «ausserordentliche Lage» aus und erliess gestützt auf Art. 185 Abs. 3 der Bundesverfassung notrechtliche Verordnungen ohne gesetzliche Grundlage. Solche Verordnungen treten ausser Kraft, wenn dem Parlament nicht innert sechs Monaten der Entwurf einer gesetzlichen Grundlage unterbreitet wird. Der Bundesrat arbeitete diesen Entwurf rechtzeitig aus; das Parlament beschloss nach intensiven Diskussionen, die bis zur Einigungskonferenz führten, am 25. September das Covid-19-Gesetz und setzte es gestützt auf Dringlichkeitsrecht am folgenden Tag in Kraft. Es umfasste unter anderem folgende Massnahmen: Ausweitung der Kurzarbeitsentschädigung, Erwerbsausfallentschädigungen für Arbeitnehmende und Selbstständigerwerbende, die direkt oder indirekt von den Massnahmen gegen die Ausbreitung des Virus betroffen sind, Unterstützung für Kultur, Sport und Medien, Sicherung der Gesundheitsversorgung sowie Arbeitnehmerschutz. Gegen das bereits in Kraft gesetzte Gesetz brachte der Verein «Freunde der Verfassung» im Januar 2021 ein Referendum zustande. Die Gegner erhoben den Vorwurf, das Parlament habe die Massnahmen des Bundes nicht auf ihre Wirksamkeit überprüft, wodurch die direktdemokratische Ordnung auf den Kopf gestellt worden sei. Ebenso kritisierten sie die verkürzte Zulassung von COVID-19-Impfstoffen und die Tatsache, dass einzelne Elemente des Gesetzes bis 2031 gültig bleiben. Ausser der EDU unterstützten fast alle Parteien das Gesetz, während die SVP Stimmfreigabe beschloss. Die Befürworter betonten, eine vorzeitige Beendigung der umfangreichen Finanzhilfen würde viele von der Pandemie betroffene Unternehmen in den Konkurs treiben. Sowohl die notrechtlichen Massnahmen als auch das COVID-19-Gesetz seien verfassungskonform und die wichtigsten Grundlagen für die weitere Bewältigung der Krise. Drei Fünftel der Abstimmenden nahmen die Vorlage an; ablehnende Mehrheiten verzeichneten mehrere Kantone in der Ost- und Zentralschweiz.

### CO2-Gesetz
Mit der Ratifizierung des Übereinkommens von Paris hatte sich die Schweiz dazu verpflichtet, bis 2030 ihre Treibhausgas-Emissionen gegenüber dem Stand von 1990 zu halbieren. Nachdem ein erster Gesetzesentwurf 2018 im Parlament noch gescheitert war, beschloss dieses 2019 unter dem Eindruck der Klimastreik-Bewegung mehrere Verschärfungen. Vorgesehen waren eine Flugticketabgabe und eine Erhöhung der seit 2008 bestehenden CO2-Abgabe. Damit sollte ein Klimafonds finanziert werden, mit dem klimafreundliche Investitionen und innovative Unternehmen gefördert werden. Mehr als die Hälfte der Gelder aus diesen Lenkungsabgaben sollten durch Gutschriften auf den Krankenkassenprämien an die Bevölkerung zurückverteilt werden. Gegen die Vorlage brachten zwei Komitees das Referendum zustande. Westschweizer Vertreter der Klimastreik-Bewegung waren der Ansicht, das Gesetz täusche eine Lösung der Klimakrise lediglich vor. Es würde nicht diejenigen zur Kasse bitten, welche an der Quelle der Emissionen sitzen, sondern die Konsumenten. Die Gegnerschaft der SVP und von Wirtschaftskreisen erhob den Vorwurf, das Gesetz verteuere die Lebenshaltungskosten, wovon vor allem Menschen mit tiefen und mittleren Einkommen betroffen seien. Das Gesetz habe keinerlei Einfluss auf das Klima und diene nur dazu, Geld umzuverteilen. Zu den Unterstützern gehörten bürgerliche, linke und grüne Parteien. Das CO2-Gesetz verstärke die bewährte Kombination von finanziellen Anreizen, Investitionen und neuen Technologien, wodurch klimafreundliches Verhalten belohnt werde. Es helfe, neue Arbeitsplätze zu schaffen und sei fair sowie sozial ausgewogen. Ausserdem verringere sich die Abhängigkeit von erdölexportierenden Staaten. Nachdem die ersten Umfragen noch eine Zustimmung prognostiziert hatten, wurde die Vorlage knapp abgelehnt.

### Terrorismusgesetz
Als Reaktion auf Anschläge in mehreren europäischen Ländern waren ab 2015 zwar verschiedene Massnahmen zur Terrorismusbekämpfung umgesetzt worden, dennoch hatte die Polizei weiterhin nur eingeschränkte Möglichkeiten, um präventiv gegen terroristische Gefahren vorzugehen. Im Mai 2019 stellte der Bundesrat den Entwurf für ein neues Antiterrorgesetz vor. Es regelte die genaue Definition des Terrorismusbegriffs und sah mehrere neue Massnahmen vor. Auf Antrag eines Kantons, des NDB oder allenfalls einer Gemeinde sollten als «terroristische Gefährder» eingestufte Personen zur Teilnahme an Gesprächen und zu einer Meldepflicht bei den Behörden aufgeboten werden können. Ebenfalls vorgesehen waren die Verhängung von Kontakt-, Ausreise- und Rayonverboten sowie als letzte Möglichkeit die Verhängung eines Hausarrests. Für den Vollzug sollten elektronische Überwachung und Mobilfunklokalisierung eingesetzt werden dürfen. Gegen das Gesetz ergriffen Jungparteien, die Piratenpartei und der Chaos Computer Club das Referendum. Zusammen mit den linken Parteien und den Grünliberalen kritisierten sie den schwammig definierten Terrorismusbegriff und die Tatsache, dass die Massnahmen bereits bei Kindern ab 12 Jahren angewendet werden dürfen (bei über 15-Jährigen auch der Hausarrest). Das Gesetz sei ein Angriff auf den Rechtsstaat und die Grundrechte, ohne dass es mehr Sicherheit bringe. Die bürgerlichen Befürworter betonten, dass die Massnahmen notwendig seien, um der Radikalisierung wirksam entgegenzuwirken. Sie seien auch alle auf den Einzelfall abgestimmt und Teil einer umfassenden Strategie, die Prävention, Repression und Reintegration umfasse; Hausarreste als letztes Mittel müssten immer von einem Gericht angeordnet werden. Eine relativ deutliche Mehrheit der Abstimmenden nahm die Vorlage an.

## Abstimmungen am 26. September 2021

### Ergebnisse
| Nr. | Vorlage                                                                                      | Art | Stimm- berechtigte | Abgegebene Stimmen | Beteiligung | Gültige Stimmen | Ja        | Nein      | Ja-Anteil | Nein-Anteil | Stände | Ergebnis |
| --- | -------------------------------------------------------------------------------------------- | --- | ------------------ | ------------------ | ----------- | --------------- | --------- | --------- | --------- | ----------- | ------ | -------- |
| 646 | Eidgenössische Volksinitiative «Löhne entlasten, Kapital gerecht besteuern» (99%-Initiative) | VI  | 5'519'168          | 2'882'879          | 52,23 %     | 2'810'307       | 0'987'045 | 1'823'262 | 35,12 %   | 64,88 %     | 0:23   | nein     |
| 647 | Änderung vom 18. Dezember 2020 des Schweizerischen Zivilgesetzbuches (Ehe für alle)          | FR  | 5'519'168          | 2'903'228          | 52,60 %     | 2'852'949       | 1'828'642 | 1'024'307 | 64,10 %   | 35,90 %     | –      | ja       |

### 99%-Initiative
Im April 2019 reichte die JUSO eine Volksinitiative ein. Sie verlangte, dass Kapitaleinkommen von über einem durch das Gesetz festzulegenden Betrag anderthalbmal so stark zu besteuern seien wie das Einkommen durch Arbeit. Der dadurch erzielte Mehrertrag sollte verwendet werden, um die Einkommenssteuer für Personen mit tiefen und mittleren Arbeitseinkommen zu senken sowie Sozialleistungen auszubauen. Der Begriff «99%» bezog sich darauf, dass nur das reichste Prozent der Bevölkerung betroffen wäre und der Rest profitieren würde. Sowohl der Bundesrat als auch das Parlament sahen keinen Handlungsbedarf und lehnten die Initiative ab, zumal die Gesamtbelastung auf Kapital im internationalen Vergleich wegen der Vermögenssteuer bereits recht hoch sei. Zu den Befürwortern gehörten Linke, Grüne und Gewerkschaften. Sie stellten sich auf den Standpunkt, dass die Vermögensungleichheit immer weiter zunehme. Dies schade letztlich der Wirtschaft, da ein grosser Teil der Vermögen der Reichsten für Spekulationen an den Finanzmärkten verwendet werde und nicht in die Realwirtschaft fliesse. Diese Spekulationen dürften nicht länger steuerlich begünstigt werden. Bürgerliche Parteien und Wirtschaftsverbände hielten dem entgegen, dass die Initiative neue Ungerechtigkeiten schaffe. Die Bildung von Kapital werde erschwert, was wiederum negative Auswirkungen auf Investitionen und die Schaffung neuer Arbeitsplätze habe. Zudem sei der Initiativtext zu wenig konkret und lasse zu viele Fragen offen. Fast zwei Drittel der Abstimmenden und alle Kantone lehnten die Initiative ab.

### Ehe für alle
Das 2005 angenommene Partnerschaftsgesetz erlaubte es gleichgeschlechtlichen Paaren seit 2007, ihre Beziehung als eingetragene Partnerschaft anerkennen zu lassen. Ende 2013 reichte die GLP eine parlamentarische Initiative ein, die den Gesetzgeber aufforderte, alle rechtlich geregelten Lebensgemeinschaften für alle Paare zu öffnen, ungeachtet ihres Geschlechts oder ihrer sexuellen Orientierung. Da zahlreiche Gesetze anzupassen waren, zogen sich die Abklärungen über mehrere Jahre hin. Schliesslich stimmte das Parlament im Dezember 2020 verschiedenen Änderungen des Zivilgesetzbuches zu, mit denen die gleichgeschlechtliche Ehe ermöglicht werden sollte; geregelt werden sollten auch verschiedene damit zusammenhängende Aspekte wie Bürgerrecht und Adoption. Ebenso sollten die Samenspende für lesbische Paare erlaubt und bestehende eingetragene Partnerschaften in Ehen umgewandelt werden. Gegen diesen Beschluss ergriff ein Komitee bestehend aus Vertretern von SVP, EDU, Die Mitte und EVP das Referendum, da nur die Verbindung von Mann und Frau als Ehe betrachtet werden könne. Die Hauptargumente richteten sich gegen die Samenspende für lesbische Paare: Sie verstosse gegen die Bundesverfassung und ebne den Weg für die spätere Legalisierung der Leihmutterschaft. Für die Vorlage warben die meisten Parteien von links bis rechts, verschiedene Organisationen von Homosexuellen und sexuellen Minderheiten, aber auch kirchliche Organisationen. Es sei nicht Aufgabe des Staates, den Menschen vorzuschreiben, wie sie ihr Privat- und Familienleben zu gestalten hätten. Kinder in Familien gleichgeschlechtlicher Paare seien mittlerweile gesellschaftlich akzeptiert, elterliche Fürsorge und Zuwendung seien keine Frage des Geschlechts oder der Familienform. Ausserdem sei die Leihmutterschaft auch für heterosexuelle Paare verboten. Fast zwei Drittel der Abstimmenden und alle Kantone stimmten der Vorlage zu.

## Abstimmungen am 28. November 2021

### Ergebnisse
| Nr. | Vorlage | Art | Stimm- berechtigte | Abgegebene Stimmen | Beteiligung | Gültige Stimmen | Ja        | Nein      | Ja-Anteil | Nein-Anteil | Stände | Ergebnis |
| --- | --- | --- | ------------------ | ------------------ | ----------- | --------------- | --------- | --------- | --------- | ----------- | ------ | -------- |
| 648 | Eidgenössische Volksinitiative «Für eine starke Pflege (Pflegeinitiative)»                                                                                              | VI  | 5'515'490          | 3'610'590          | 65,46 %     | 3'544'096       | 2'161'272 | 1'382'824 | 60,98 %   | 39,02 %     | 22½:½  | ja       |
| 649 | Eidgenössische Volksinitiative «Bestimmung der Bundesrichterinnen und Bundesrichter im Losverfahren (Justiz-Initiative)»                                                | VI  | 5'515'490          | 3'575'701          | 64,83 %     | 3'430'137       | 1'094'989 | 2'335'148 | 31,92 %   | 68,08 %     | 0:23   | nein     |
| 650 | Änderung vom 19. März 2021 des Bundesgesetzes über die gesetzlichen Grundlagen für Verordnungen des Bundesrates zur Bewältigung der Covid-19-Epidemie (Covid-19-Gesetz) | FR  | 5'515'490          | 3'633'801          | 65,88 %     | 3'583'678       | 2'222'594 | 1'361'084 | 62,02 %   | 37,98 %     | –      | ja       |

### Pflegeinitiative
Um dem als akut empfundenen Pflegenotstand entgegenzuwirken, die Arbeitsbedingungen zu verbessern und allgemein den Pflegeberuf aufzuwerten, reichte der Schweizer Berufsverband der Pflegefachfrauen und Pflegefachmänner im November 2017 eine Volksinitiative ein. Sie verlangte, dass Bund und Kantone die Gesundheits- und Krankenpflege als wichtigen Bestandteil der Gesundheitsversorgung anerkennen und fördern. Dafür sollten genügend qualifizierte Fachpersonen bereitgestellt und ihre Arbeitsbedingungen verbindlich geregelt werden. Die Pflegeleistungen sollten angemessen abgegolten werden und künftig zum Teil direkt mit der obligatorischen Krankenpflegeversicherung oder anderen Sozialversicherungen abgerechnet werden können. Bundesrat und Parlament lehnten die Initiative ab und stellten ihr einen indirekten Gegenvorschlag entgegen. Er wäre im Falle einer Ablehnung in Kraft getreten und umfasste eine Ausbildungsoffensive, die rund eine Milliarde Franken kostete. Die Initianten wiesen den Gegenvorschlag als ungenügend zurück und hielten an ihrem Begehren fest. Unterstützung erhielten sie von linken Parteien, den Grünliberalen, Gewerkschaften und Fachverbänden. Sie argumentierten, dass die Schweiz nicht einmal die Hälfte der benötigten Pflegefachkräfte selbst ausbilde und die fehlenden Personen im Ausland rekrutieren müsse. Die Arbeitsbedingungen seien so schlecht, dass die Qualität leide und viele Pflegende ihren erlernten Beruf nach wenigen Jahren aufgäben. Die bürgerlichen Gegner waren der Ansicht, dass Löhne und Arbeitsbedingungen wie bisher durch die Kantone und nicht durch den Bund geregelt werden müssten; ebenso sei es nicht sinnvoll, einer einzelnen Berufsgattung eine Sonderstellung in der Bundesverfassung zu geben. Drei Fünftel der Abstimmenden und alle Kantone mit Ausnahme von Appenzell Innerrhoden nahmen die Vorlage an.

### Justiz-Initiative
In einem 2017 veröffentlichten Bericht kam die Staatengruppe GRECO zum Schluss, dass die Rechtsprechung in der Schweiz nicht immer unabhängig und unparteiisch sei. Verantwortlich dafür sei die ungeschriebene Praxis, die Richterstellen an den eidgenössischen Gerichten nach der Parteistärke aufzuteilen. Ein Bürgerkomitee um den Unternehmer Adrian Gasser nahm diese Kritik zum Anlass, im August 2018 eine Volksinitiative einzureichen. Sie verlangte, dass Bundesrichter nicht mehr vom Parlament gewählt, sondern neu durch ein Losverfahren bestimmt werden. Fachlich und persönlich geeignete Kandidaten sollten von einem unabhängigen Fachgremium bestimmt werden. Ausgeloste Bundesrichter würden ihr Amt bis fünf Jahre über das ordentliche Rentenalter hinaus ausüben können und müssten sich keiner Wiederwahl stellen. Eine Absetzung wäre nur aus gesundheitlichen Gründen oder bei schwerer Verletzung der Amtspflichten möglich gewesen. Keine einzige Partei unterstützte die Initiative. Die Befürworter argumentierten, dass parteilose Kandidaten praktisch keine Chance hätten, gewählt zu werden. Ebenso könnten die Parteien mit der alle sechs Jahre fälligen Wiederwahl Einfluss auf die Justiz ausüben. Hingegen garantiere das Losverfahren eine von der Politik völlig unabhängige Justiz. Die Gegner hielten dem entgegen, dass an die Stelle eines demokratisch breit abgestützten Verfahrens das reine Losglück trete. Mit dem Losverfahren sei eine ausgewogene Vertretung der Geschlechter, Sprachgruppen und Werthaltungen nicht garantiert, was unter Umständen sogar zu einseitigen Urteilen führen könne. Über drei Viertel der Abstimmenden und alle Kantone lehnten die Vorlage ab.

### Änderung des Covid-19-Gesetzes
Das am 25. September 2020 in Kraft gesetzte Covid-19-Gesetz wurde in der Referendumsabstimmung vom 13. Juni 2021 nachträglich angenommen. In der Zwischenzeit erforderte die Entwicklung der Pandemie weitere gesetzliche Anpassungen. Am 19. März beschloss das Parlament unter anderem eine Ausweitung der Härtefallhilfen für betroffene Unternehmen, des Erwerbsersatzes für Selbstständigerwerbende und der Kurzarbeitsentschädigung sowie weitere finanzielle Hilfen. Zusätzlich geregelt wurden das Contact Tracing, die Finanzierung der Corona-Tests durch den Bund und die Herstellung wichtiger medizinischer Güter. Die bedeutendste Änderung betraf die Einführung des COVID-Zertifikats (zuerst freiwillig, am 8. September vom Bundesrat für verpflichtend erklärt). Gegen die Änderung des Covid-19-Gesetzes ergriffen die «Freunde der Verfassung», das «Netzwerk Impfentscheid» und das «Aktionsbündnis Urkantone» das Referendum. Ihrer Meinung nach diskriminierte die Revision Menschen, die sich nicht impfen lassen wollen oder können, was einer indirekten Impfpflicht gleichkomme. Das COVID-Zertifikat führe zu einer Spaltung der Gesellschaft und gefährde den sozialen Frieden; das Gesetz als Ganzes führe zu einer Machtausweitung des Bundesrates. Ausser der SVP und der EDU unterstützten alle Parteien die Vorlage. Die Befürworter argumentierten, das COVID-Zertifikat sei auch mit einem negativen Test erhältlich, sodass von einer Impfpflicht keine Rede sein könne. Vielmehr erleichtere es Auslandreisen und sei die Voraussetzung dafür, dass Grossveranstaltungen mit Publikum überhaupt sicher durchgeführt werden könnten; ebenso verhindere es, dass Betriebe wieder geschlossen werden müssten (insbesondere in der Gastronomie). Das Gesetz gebe den Unternehmen Planungssicherheit und trage dazu bei, die Krise wirksam zu bewältigen. Mehr als drei Fünftel der Abstimmenden nahmen die Vorlage an, wobei der Anteil der Befürworter im Vergleich zur ersten Abstimmung über das Covid-19-Gesetz um etwa zwei Prozentpunkte höher war. Nein-Mehrheiten gab es nur in den Kantonen Appenzell Innerrhoden und Schwyz.